# Samsung S3350 Ch@t 335
Samsung S3350 Ch@t 335 – telefon komórkowy firmy Samsung.

## Funkcjonalność

### Czas
- czuwania 520 h
- rozmów 720 min.

### Tekst
- słownik T9
- długie wiadomości
- SmartMessaging
- klient e-mail

### Dźwięk
- dyktafon
- głośnomówiący
- radio z RDS
- odtwarzacz MP3
- wtyczka minijack